# Hostel: Part III
Hostel: Part III (titulada: Hostal: Parte 3 en Hispanoamérica y Hostel 3: De vuelta al horror en España) es una película estadounidense de terror y gore. Siendo dirigida por Scott Spiegel, es la secuela de las películas de terror de 2005 Hostel y de la película de 2007 Hostel: Part II. Esta película es la única de la saga que no ha sido dirigida por Eli Roth. 
Fue lanzada directamente en DVD y Blu-Ray para Estados Unidos el 27 de diciembre de 2011.

## Resumen
En Las Vegas, cuatro amigos realizan una despedida de soltero, que se convertirá en un auténtico infierno. Las grandes apuestas toman un cariz más siniestro en el tercer capítulo de la aterradora saga Hostel. Dos atractivas señoritas de compañía que se encargan de raptar a extranjeros seducen a los cuatro amigos para que se unan a ellas en una fiesta privada muy alejada de la ciudad. Una vez allí, se horrorizarán al descubrir que son el objeto de un perverso juego de tortura y que los miembros del Club de Caza Élite preparan el espectáculo más sádico de la zona. Los protagonistas se dan cuenta de que se encuentran atrapados en algún lugar junto a otras personas, aumentando el miedo por saber qué pasará con sus vidas.
En un primer momento deciden ofrecer dinero para que sus captores los suelten, pero lo que no saben es que ellos se encuentran en cautiverio porque un grupo de multimillonarios quiere ver cómo son asesinados en presencia de estos.
Uno a uno los jóvenes son llevados hasta una sala donde son amarrados a una silla y en donde a su alrededor se encuentran cientos de diferentes armas y al frente de ellos un público multimillonario que pujará por grandes cantidades de dinero para escoger la forma en como estos morirán. Cada muerte es diferente a las demás, y especialmente la última, donde el protagonista se encuentra con la posibilidad de matar a la persona que pagó para que lo encerraran.

## Reparto
- Brian Hallisay como Scott.
- Kip Pardue como Carter.
- Chris Coy como Travis.
- Thomas Kretschmann como Flemming.
- Sarah Habel como Kendra.
- John Hensley como Justin.
- Zulay Henao como Nikki.
- Skyler Stone como Mike.
- Nickola Shreli como Viktor.
- Kelly Thiebaud como Amy.
- Evelina Oboza como Anka.
- Lourdes Pontiroli como Anna.